# Jacob M. Howard
Jacob M. Howard (Shaftsbury, 1805. július 10. – Detroit, 1871. április 2.) az Amerikai Egyesült Államok szenátora (Michigan, 1862–1871).